# Rytigynia nigerica
Rytigynia nigerica är en måreväxtart som först beskrevs av Spencer Le Marchant Moore, och fick sitt nu gällande namn av Robyns. Rytigynia nigerica ingår i släktet Rytigynia och familjen måreväxter. Inga underarter finns listade i Catalogue of Life.